# Gracian Černušák
Gracian Černušák (19. prosince 1882, Ptení – 13. října 1961, Prostějov) byl český pedagog, hudebník-zpěvák, sbormistr, korepetitor, dále hudební kritik a popularizátor, hudební historik, publicista, editor a lexikograf.

## Život
Pocházel z Hané z hudebně založené rodiny, od svého mládí zpíval, hrál na housle, klavír a na harmonium
(případně varhany).
Zpíval v několika pěveckých sborech. Po maturitě na gymnáziu v Kroměříži v roce 1901 studoval nejprve v Praze práva na Karlově univerzitě, odkud přešel na Filosofickou fakultu UK, kde studoval dějepis a zeměpis. Později oba tyto předměty v letech 1905 až 1918 vyučoval na Obchodní akademii v Hradci Králové. V Hradci Králové také amatérsky působil jako klavírista, sbormistr, korepetitor a hráč v amatérském komorním orchestru.
Těsně před vznikem Československa v září 1918 byl služebně přeložen do Brna na tamní obchodní akademii.
Zde pak působil až do konce svého života jako hudební kritik a publicista zejména v Lidových novinách
(zaregistrováno zde bylo celkem 3139 příspěvků) , příležitostně psal i pro další hudební i mimohudební periodika (například Lidová demokracie, Hudební rozhledy).

### Pedagogická činnost
Všeobecné dějiny a dějiny hudby vyučoval z popudu Leoše Janáčka na Brněnské konzervatoři
od roku 1919 až do začátku druhé světové války. V době nacistické okupace byl přechodně penzionován. Po válce dále vyučoval i na brněnských vysokých školách, na JAMU a na Masarykově univerzitě a přechodně krátce i brněnském pracovišti HAMU.
Pochován je v čestné aleji na Ústředním hřbitově v Brně.

### Pěvecké sbory a spolky
- Pěvecký sbor Žerotín v Olomouci
- studentské pěvecké kroužky (umělecký vedoucí)
- Akademický pěvecký sbor (1901–1902, sbormistr)
- Pěvecký spolek Eliška v Hradci Králové (1906–1912, sbormistr)
- Pěvecké sdružení Pěvci nepasičtí (1907–1918, sbormistr)

## Dílo

### Vlastní tvorba
- Dějiny evropské hudby (spolupráce s Vladimírem Helfertem)

### Slovníky

#### Hudební
- 1929 Pazdírkův hudební slovník naučný I. Část věcná (celkový rozvrh díla, autorství nesignovaných hesel, redakce signovaných hesel)
- 1933–1937 Pazdírkův hudební slovník naučný II–1. Část osobní A–K (s Vladimírem Helfertem, Brno, téměř všechna hesla mimočeská a mimoslovenská)
- 1938–1940 Pazdírkův hudební slovník naučný II–2. Část osobní L–M (s Vladimírem Helfertem, po jeho uvěznění ncisty s Bohumírem Štědroněm)
- 1963 Československý hudební slovník osob a institucí I. A–K (s Bohumírem Štědroněm a Zdenko Nováčkem)
- 1965 Český hudební slovník osob a institucí II. L–Ž (společně Bohumírem Štědroněm a Zdenko Nováčkem

#### Externí spolupráce
- 1925 B. Kočího Malý slovník naučný I.
- 1929 B. Kočího Malý slovník naučný II.
- 1930 Ottův slovník naučný nové doby I. l a 2 (385 hesel osobních i věcných, hlavní redakce všech hudebních hesel)
- 1936 P. Frank – W. Altmann: Kurzgefasstes Tonkünstler-Lexikon (všechna česká a slovanská hesla)
- 1954 Grove’s Dictionary of Music and Musicians (asi 300 hesel)

#### Mimohudební
- 1914–1925 Ottův slovník obchodní (příspěvky z hospodářského zeměpisu a dějepisu)

### Učebnice

#### Dějiny hudby
- 1923 Dějepis hudby. Pro konservatoře hudby a hudební školy napsal G. Černušák
- 1925 Dějepis hudby. Pro konservatoře hudby a hudební školy napsal G. Černušák
- 1930 Dějepis hudby 1. Od nejstarších dob do polovice 18. století
- 1931 Dějepis hudby 2. Od polovice 18. století do nynější doby
- 1946 Přehledný dějepis hudby I. Do polovice 18. století
- 1947 Přehledný dějepis hudby II. Od klasicismu k moderně
- 1964 Dějiny evropské hudby, redakční úprava František Mužík a kol. (vydáno posmrtně ve vydavatelství Panton, 1972 pak 2. vydání)

#### Všeobecné dějiny
- 1910 Všeobecný dějepis pro vyšší obchodní školy (obchodní akademie I. Dějiny starověku a středověku až po Karla Velikého)
- 1911 Všeobecný dějepis pro vyšší obchodní školy II. (dějiny středověku od Karla Velikého do objevení Ameriky)

## Biografie
- PEČMAN, Rudolf. Člověk čistého srdce : Gracian Černušák včera a dnes. Praha : KLP, 2007. 268 s. ISBN 978-80-86791-53-1.
- TOMEŠ, Josef, a kol. Český biografický slovník XX. století : I. díl : A–J. Praha ; Litomyšl: Paseka ; Petr Meissner, 1999. 634 s. ISBN 80-7185-245-7. S. 201.
- VOŠAHLÍKOVÁ, Pavla, a kol. Biografický slovník českých zemí : 11. sešit : Čern–Čž. Praha: Libri, 2009. 104 s. ISBN 978-80-7277-368-8. S. 21–23.

### Časopisy
- Týdeník Rozhlas, číslo 41/2011, strana 8